# Parasol Stars: The Story Of Rainbow Islands 2
Parasol Stars: The Story Of Rainbow Islands 2 is een videospel voor de Commodore Amiga. Het spel werd uitgebracht in 1992. 